# Komórka organizacyjna
Komórka organizacyjna – zespół stanowisk pracy znajdujących się pod wspólnym, jednolitym kierownictwem, realizujących podobne funkcje. 
Klasyfikuje się je ze względu na rolę, to jest sposób przyczyniania się do osiągania celów organizacji. W tym kontekście komórki organizacyjne dzieli się na:
- liniowe – bezpośrednio realizują misję i cele organizacji, a stanowiska pracy znajdują się tu na bezpośredniej linii podporządkowania (np. wydział produkcji, dział sprzedaży);

- sztabowe – pełnią funkcje analityczne i doradcze w stosunku do komórek liniowych;

- pomocnicze – to takie, które umożliwiają działanie zarówno komórkom liniowym, jak i sztabowym, zapewniając im niezbędne materialne i ludzkie środki.

W zależności od rodzaju prowadzonej przez organizację działalności, poszczególne komórki mają charakter liniowy, sztabowy lub pomocniczy, na przykład w banku komórki finansowe z zalicza się do liniowych, podczas gdy w przedsiębiorstwie do sztabowych, a w armii do komórek pomocniczych.
Osoba kierująca daną komórką organizacyjną ma stanowisko dyrektora lub kierownika.
Zespół komórek organizacyjnych realizujących określoną funkcję podstawową i podporządkowanych jednemu z członków kierownictwa naczelnego określa się mianem pionu organizacyjnego (np. pion produkcyjny, marketingowy, pion ekonomiczno-finansowy). Inna typologia dzieli komórki organizacyjne ze względu na miejsce w strukturze organizacji i wyróżnia między innymi: komórki niższych szczebli (sekcje, zespoły, pracownie, brygady) i komórki nadrzędne (działy, wydziały, ośrodki).